# Centro Sicurezza Fiat

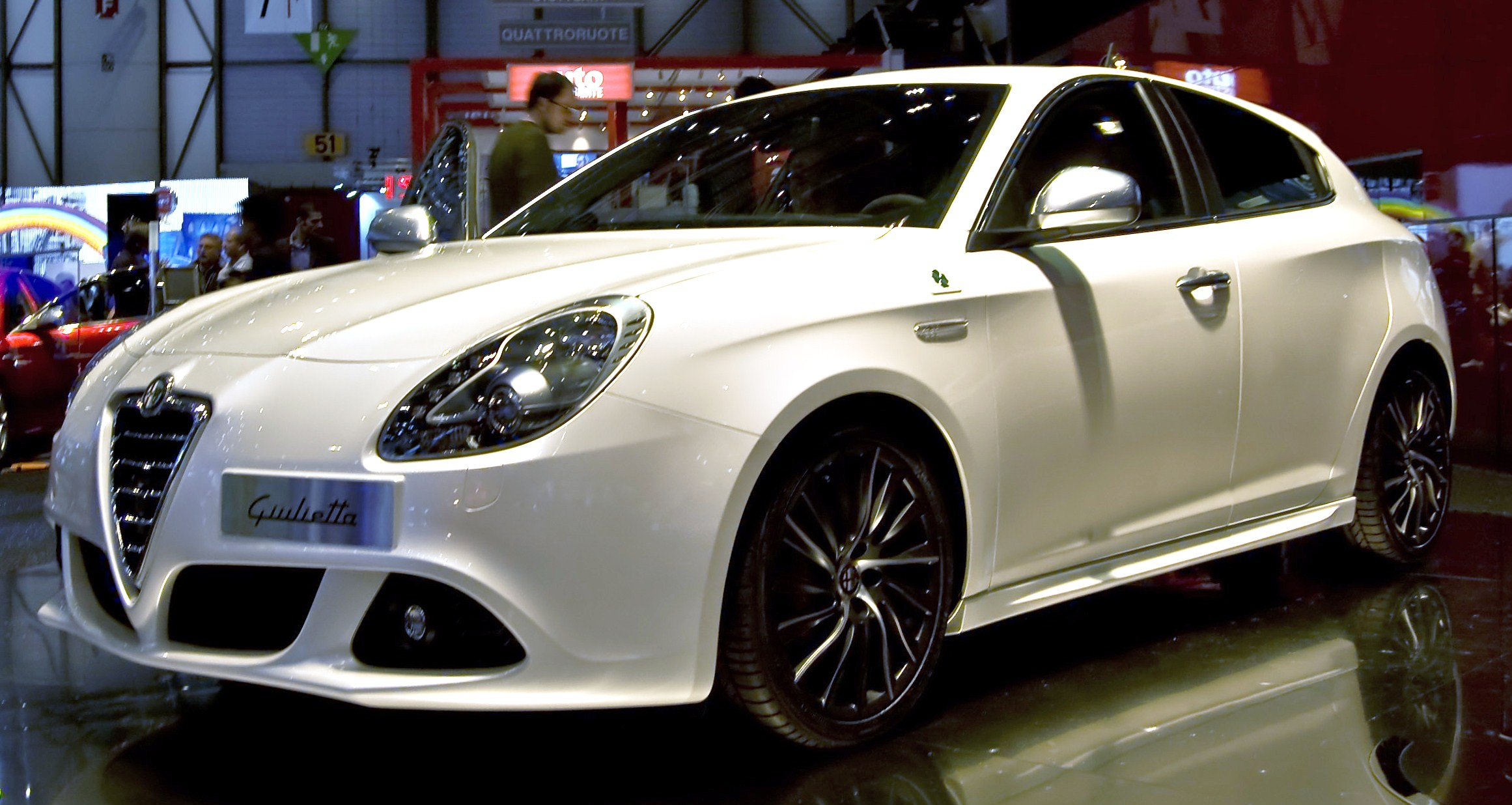
Alfa Romeo Giulietta, automóvil más seguro de su segmento

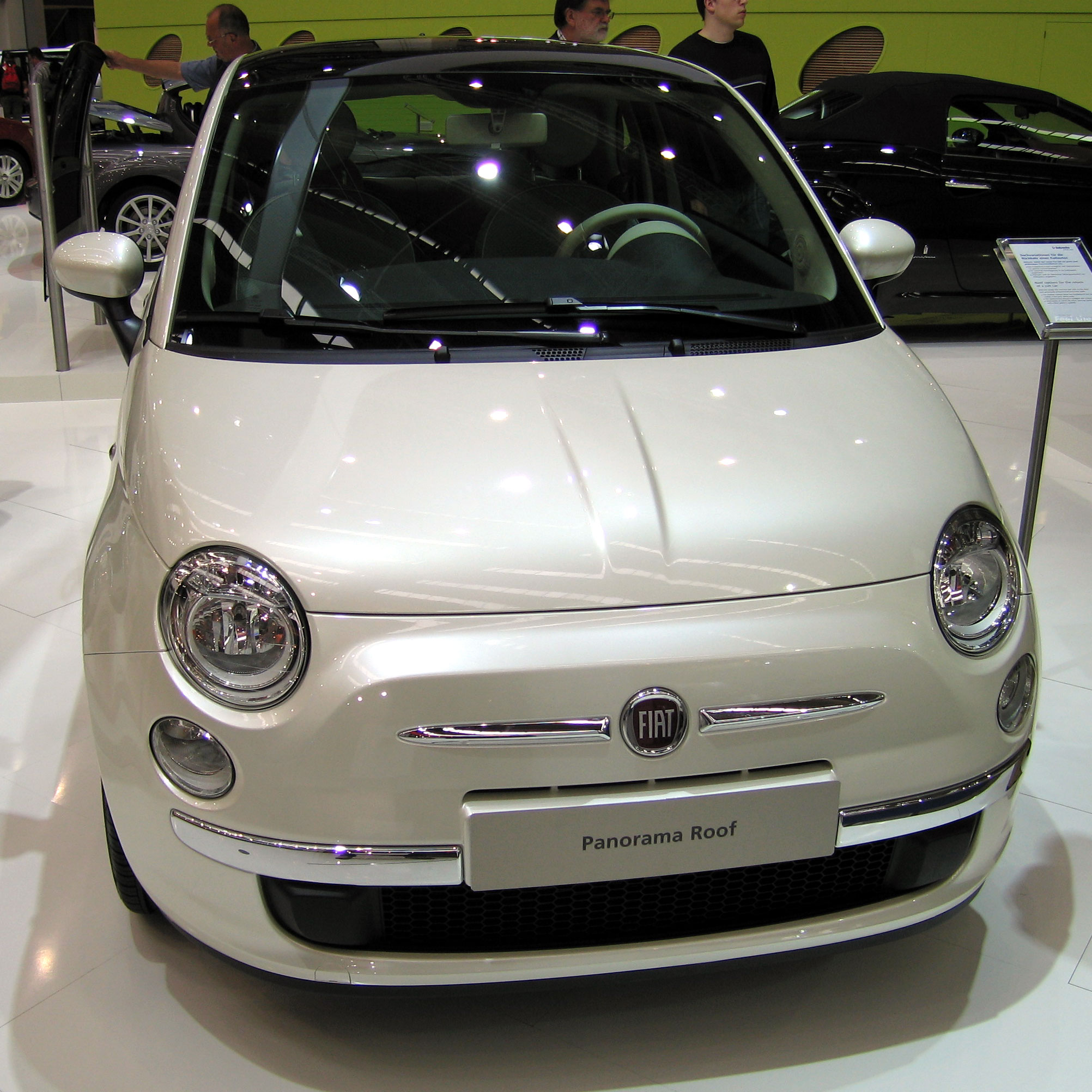
Fiat 500, primer automóvil de su categoría en obtener 5 estrellas Euro NCAP

El Centro Sicureza Fiat es un centro de investigación y desarrollo de Fiat Group especializado en la seguridad para su filial de vehículos Fiat Group Automobiles. Centro Sicureza Fiat se inauguró en 1976 en Orbassano, cerca de Turín, en sustitución del Laboratorio de Seguridad de Mirafiori nacido en 1966. 

## Especificaciones
Hasta la fecha, el Centro es una de las instalaciones mejor equipadas de la industria automotriz. Ocupa una parcela de más de 110.000 m². Entre otros equipamientos el centro de Orbassano está equipado con ocho pistas de pruebas, incluidas la pista más rápida y la más larga existente a día de hoy, donde los vehículos pueden llegar a una velocidad de impacto de 140 km/h. 
El centro dispone de equipamiento para llevar a cabo pruebas de impacto contra barrera fijas en diferentes disposiciones frontales o laterales, y con vehículos en movimiento desde diferentes ángulos y de vuelco del vehículo. Todas las pruebas se documentan con fotografías y películas, y, debido a la velocidad del fenómeno, se utilizan cámaras fotográficas especiales y cámaras de vídeo de 1000 fotogramas por segundo. 
En la conclusión de las distintas pruebas, los técnicos del centro de seguridad analizaron los datos en estrecha colaboración con los diseñadores, a fin de mejorar los productos para una mayor seguridad.

## Hitos recientes
Fabricado en 2007, el Fiat 500 se convirtió en el primer vehículo de su segmento en conseguir 5 estrellas en las pruebas Euro NCAP. En 2010, el Alfa Romeo Giulietta obtuvo la máxima puntuación conseguida nunca en las pruebas de Euro NCAP, convirtiéndose así en el compacto más seguro de la historia.